# اسمیتس استیشن (آلاباما)
اسمیتس استیشن (به انگلیسی: Smiths Station) شهری در شهرستان لی ایالت آلاباما است که مساحت آن ۱۷٫۱۵ کیلومتر مربع است و در سرشماری سال ۲۰۱۰ میلادی، ۴٬۹۲۶ نفر جمعیت داشته و تراکم جمعیتی آن، ۲۸۷٫۲۳ نفر در هر کیلومتر مربع بوده است.